# Visinska močvara
Visinske močvare ili ombrotrofne močvare su kiseli, vlažni habitati koji su siromašni u mineralnim solima. U njima obitava flora i fauna koja može da podnese takve ekstremne uslove. Visinske močvare, za razliku od nizijskih močvara se isključivo napaju precipitacijom (ombrotrofija) i mineralnim solima uvedenim iz vazduha. One stoga predstavljaju specijalan tip tresave, hidrološki, ekološki i u smislu njihove razvojne istorije. U njima rast torfenske mahovine tokom vekova i milenijuma igra odlučnu ulogu. One isto tako imaju različiti karakter od pokrovnih močvara, koje su mnogo tanje i javljaju se u vlažnijim, oblačnijim klimatskim zonama.

## Terminologija
Izraz visinska močvara potiče od činjenice da se ova vrsta močvara tokom vremena povećava u visini kao rezultat formiranja treseta. One su poput sunđera od tresetne mahovine, pune vode, koji u pejzažu formiraju manje-više kupolasti oblik. U Nemačkoj, izraz Hochmoor („visinska močvara“), striktno se odnosi samo na klasične močvare u obliku sočiva u severozapadnoj Nemačkoj. Na ove močvare ne utiču podzemne ili površinske vode bogate mineralima, već se napajaju isključivo padavinama — uglavnom kišnicom, te otuda njihova alternativna nemačka oznaka Regenmoor ili „močvara koja se hrani kišom“. Dakle, ovo drugo se odnosi na sve močvare, ne samo na one koje su lučno ili samo blago zakrivljena, ali koje se ipak odlikuju ekstremnim nedostatkom mineralne soli i drugim posledicama ekoloških svojstava.

## Formiranje i razvoj
Živoj visinskoj močvari potrebna je vlažna, uravnotežena klima u kojoj će rasti. Količina padavina mora biti veća od gubitaka vode kroz ispuštanje i isparavanje. Pored toga, padavine moraju biti ravnomerno raspoređene tokom cele godine.
Visinske močvara su se u Evropi razvijale tokom 11.000 godina, od početka holocena i nakon povlačenja poslednjeg ledenog pokrivača. Što se njihovog porekla tiče, pravi se razlika između jezerskih močvara ili „visinskih močvara formiranih od mulja“ (Verlandungshochmoore)) i „visinskih močvara formiranih od blata“ (wurzelechte Hochmoore). Prve su se pojavile u sekundarnom procesu nakon zamućenja jezera ili mrtvaja (pogledajte ilustraciju). Prvobitno je nastalo nizijsko blato pod uticajem podzemnih voda (minerotrofija). Nedostatak kiseonika i visoka kiselost u stalno vlažnom supstratu inhibirali su razgradnju odumrlih delova biljaka i doveli do stvaranja treseta.
Rastuća močvara se može podeliti u dva sloja. 'Akrotelm' (grčki: akros = najviši; telma = močvara) je gornji deo i obuhvata sloj vegetacije i močvarni 'pod'. Ovde se sveže organske supstance (horizont formiranja treseta) stvaraju rastom i odumiranjem biljnih elemenata. „Katotelm“ (grčki: kato = ispod) je osnovni deo zasićen vodom sa manjom biološkom aktivnošću. Ovaj sloj se računa kao geološko podzemlje zbog malih procesa formiranja zemlje koji još uvek traju i poznat je kao horizont očuvanja treseta (Torferhaltungshorizont). U visinskim močvarama, gornji sloj treseta naziva se beli treset, jer se sastoji od uglavnom neraspadnutih svetlosmeđih tresetnih mahovina. Donji sloj je crni treset koji je već dobro humificiran i ima crno-braon boju sa još prepoznatljivim biljnim ostacima.

## Tipovi i distribucija
Formiranje uzdignutih močvara zavisi od klime, odnosno količine padavina i brzine isparavanja, koje su presudno određene temperaturom. Pored toga, reljef terena utiče na ponašanje oticanja vode, a samim tim i na oblik visinskih močvara. Ovo rezultira geografskim ograničenjima za formiranje visinskih močvara. Povoljni uslovi za razvoj visinskih močvara nalaze se uglavnom u Severnoj Americi (Kanada i Aljaska), Severnoj Evropi i Zapadnom Sibiru, Južnoj Americi, Jugoistočnoj Aziji i u basenu Amazona. U ovim krajevima formirane su močvare svih vrsta i naslage treseta od četiri miliona kvadratnih kilometara, koje pokrivaju tri odsto zemljine površine. Na južnoj hemisferi močvare sa niskim sadržajem minerala retko se formiraju od tresetnih mahovina. Samo u Ognjenoj zemlji postoje močvare sa tresetnom mahovinom. Najviše tresetnih zemalja u tropima nalazi se u jugoistočnoj Aziji. U mnogim slučajevima još uvek nije jasno kako su se ove močvare pojavile, jer su mahovine ovde u potpunosti odsutne.

### Obalske močvare
Obalske močvare (Planregenmoore) ili atlantske močvare, kako njihova imena govore, imaju tendenciju da se formiraju blizu mora. Pored toga, u regionima pokrivenim močvarama, postoje i blago konveksne obalske močvare sa niskoenergetskim površinskim reljefom na ravnim lokacijama. Rasprostranjenost obalskih močvara u Evropi proteže se od Irske na istok preko južne Norveške do jugozapadne Švedske i severno do Lofota. U Severnoj Americi postoje priobalne močvare u oblasti Velikih jezera (naročito u Minesoti i Ontariju). Priobalske močvare se takođe hrane isključivo kišom.

### Močvare platoa
U klimatskim regionima severozapadne Evrope koji su pod manjim uticajem okeana (imaju manje padavina), uzdignute močvare poprimaju klasičan oblik sočiva i nazivaju se visoravnske močvare (Plateauregenmoore). One jače rastu u centru nego na marginama. Ovo rezultira izbočenjem centra močvare, te otuda i naziv „visinske močvare“. Ova izbočina može biti visoka nekoliko metara. Kao rezultat toga, perimetar močvare je manje-više nagnut i poznat je kao rand. Nagnute močvarne strane većih močvara su ispresecane drenažnim kanalima ili natapačima (Rüllen) kroz koje se višak vode ispušta.

### Planinska ili brdska močvara
Visinske močvare se takođe javljaju u planinskim predelima bogatim padavinama na brdskom i, ređe, alpskom nivou (tj. iznad linije drveća). Kao rezultat nagnutog terena, često imaju karakterističan, asimetričan ili nekoncentričan izgled. Planinske ili brdske močvare mogu se topografski podeliti na:
- Platovske močvare na ravnom terenu
- Brdske močvare – močvare na padinama koje nemaju pravu perkolaciju blata (Durchströmungsmoore); gornji delovi bare se jače napajaju nadolazećom vodom i obično su ravni. Donji delovi se napajaju isključivo kišnicom i mogu biti znatne debljine. Donji rand je često veoma strm i obično nema tipične vlažne zone ili zaostajanja. Kolks, plitka jezerca (Blänken) i natapanja se javljaju kao u klasičnim uzdignutim močvarama.
- Sedlasta močvara – ovo su retke, obično izdužene močvare na planinskim prevojima, koje se delimično napajaju vodom sa okolnih obronaka; njihove margine podsećaju na močvare na padinama, centralno područje više liči na močvare visoravni
- Vršne i grebenske močvare su veoma retke

Svi ovi tipovi močvara mogu se javiti na marginama nizijskih močvara, odnosno nizijskog blata, ili prelaze u njih.

### Palze
Palza močvare (Palsamoore ili Palsenmoore) nalaze se na marginama arktičkog permafrostnog zemljišta (tundra). Ovde grebeni močvara mogu prerasti u humke visoke i po nekoliko metara. Kao i trakaste močvare, takozvane palze često leže unutar tresetišta koja se hrane mineralnom vodom. Neke su okružene udubinama nalik jarcima ispunjenim vodom. Formiranje treseta je ograničeno; ove močvare su naslage treseta iz toplijih, međuglacijalnih perioda i nisu doživele mrazno nadimanje svog unutrašnjeg jezgra leda sve dok klima nije postala hladnija. Ova ledena sočiva se povećavaju iz godine u godinu kao rezultat procesa smrzavanja i odmrzavanja okolne vode. Niske temperature sprečavaju potpuno razlaganje organskog materijala.

## Literatura
- M. Succow, M. Jeschke: Moore in der Landschaft. Entstehung, Haushalt, Lebewelt, Verbreitung, Nutzung und Erhaltung der Moore. Thun, Frankfurt/Main. 1990.  978-3-87144-954-3.
- H. Joosten, M. Succow: Landschaftsökologische Moorkunde. E. Schweizerbart’sche Verlagsbuchhandlung, Stuttgart. 2001.  978-3-510-65198-6.
- Heinz Ellenberg: Vegetation Mitteleuropas mit den Alpen in ökologischer, dynamischer und historischer Sicht. Ulmer, Stuttgart. 1996.  978-3-8252-8104-5.
- J. Eigner, E. Schmatzler: Handbuch des Hochmoorschutzes. Kilda, Greven. 1991.  978-3-88949-176-3.
- Claus-Peter Hutter (ed.), Alois Kapfer, Peter Poschlod: Sümpfe und Moore - Biotope erkennen, bestimmen, schützen. Weitbrecht, Stuttgart / Vienna / Berne. 1997.  978-3-522-72060-1.
- H. Joosten: Denken wie ein Hochmoor. Hydrologische Selbstregulation von Hochmooren und deren Bedeutung für Wiedervernässung und Restauration. In: Telma. Hannver, 23.1993, pp. 95–115, ISSN 0340-4927
- F. Overbeck: Botanisch-geologische Moorkunde. Wachholtz, Neumunster. 1975.  978-3-529-06150-9.
- „Lille Vildmose” (на језику: дански). Naturturist. 16. 11. 2015. Приступљено 9. 6. 2017.
- O. Bragg, R. Lindsay: Strategy and Action Plan for Mire and Peatland Conservation in Central Europe. Wetlands International, Wageningen, (2003)  90-5882-018-1</ref>
- Brown, R.J.W.; Kupsch W.O. (1974). Permafrost terminology. Altona, Manitoba: National Research Council Canada.
- Washburn, A.L. (1980). Geocryology. New York: John Wiley & Sons. ISBN 0-470-26582-5.
- Williams, Peter J.; Michael W. Smith (1989). The frozen Earth. New York: Cambridge University Press. ISBN 0-521-36534-1.
- Kujala, Kauko; Seppälä, Matti; Holappa, Teuvo (2008). „Physical properties of peat and palsa formation”. Cold Regions Science and Technology (на језику: енглески). 52 (3): 408—414. ISSN 0165-232X. doi:10.1016/j.coldregions.2007.08.002.
- Sollid, J. L.; Sørbel, L. (1974). „Palsa bogs at Haugtjørnin, Dovrefjell, South Norway”. Norsk Geografisk Tidsskrift (на језику: енглески). 28 (1): 53—60. ISSN 0029-1951. doi:10.1080/00291957408621868.
- Rowley, Taylor; Giardino, John R.; Granados-Aguilar, Raquel; Vitek, John D. (2015), „Periglacial Processes and Landforms in the Critical Zone”, Developments in Earth Surface Processes (на језику: енглески), Elsevier, 19, стр. 397—447, ISBN 978-0-444-63369-9, doi:10.1016/b978-0-444-63369-9.00013-6
- „OUGS Mainland Europe | The Open University Geological Society: Palsas & Lithalsas (2005)”. www.ougseurope.org. Приступљено 2020-05-27.
- Seppälä, Matti (2011). „Synthesis of studies of palsa formation underlining the importance of local environmental and physical characteristics”. Quaternary Research (на језику: енглески). 75 (2): 366—370. Bibcode:2011QuRes..75..366S. ISSN 0033-5894. S2CID 129299212. doi:10.1016/j.yqres.2010.09.007.
- Sollid, Johan Ludvig; Sørbel, Leif (1998). „Palsa Bogs as a Climate Indicator: Examples from Dovrefjell, Southern Norway”. Ambio. 27 (4): 287—291. ISSN 0044-7447. JSTOR 4314737.
- Wramner P, Wester K, Backe S, Gunnarsson U, Hahn N (2017). „Palsmyren Mannavuoma – förändringar under ett halvsekel”. Svensk Botanisk Tidskrift. 111: 3–4: 140—151.
- Zuidhoff, Frieda S.; Kolstrup, Else (2005). „Palsa Development and Associated Vegetation in Northern Sweden”. Arctic, Antarctic, and Alpine Research (на језику: енглески). 37 (1): 49—60. ISSN 1523-0430. doi:10.1657/1523-0430(2005)037[0049:PDAAVI]2.0.CO;2.
- Per Wramner, Susanne Backe, Kjell Wester, Thomas Hedvall, Urban Gunnarsson, Saad Alsam och Wenche Eide (2012). "Förslag till övervakningsprogram för Sveriges palsmyrar". Länsstyrelsens rapportserie. 16/2012: p. 65-72.
- Jahn, Alfred (1986). „Remarks on the origin of palsa frost mounds”. Biuletyn Peryglacjalny. 31: 123—130.
- Seppälä, Matti (1986). „The origin of palsas”. Geografiska Annaler: Series A, Physical Geography. 68 (3): 141—147. doi:10.1080/04353676.1986.11880167.
- Trombotto Liaudat, Darío (2008). „Geocryology of Southern South America”.  Ур.: Rabassa, J. The Late Cenozoic of Patagonia and Tierra del Fuego. стр. 255–268. ISBN 978-0-444-52954-1.
- Karlgård, Julia (2008). Degrading palsa mires in northern Europe: changing vegetation in an altering climate and its potential impact on greenhouse gas fluxes. Lunds universitet/Institutionen för naturgeografi och ekosystemvetenskap. OCLC 1001436074.
- „Natura 2000: Myrar -> Palsmyrar”. Naturvårdsverket (на језику: шведски). Архивирано из оригинала 20. 06. 2021. г. Приступљено 2020-05-27.
- Borge, Amund F.; Westermann, Sebastian; Solheim, Ingvild; Etzelmüller, Bernd (2017-01-02). „Strong degradation of palsas and peat plateaus in northern Norway during the last 60 years”. The Cryosphere (на језику: енглески). 11 (1): 1—16. Bibcode:2017TCry...11....1B. ISSN 1994-0416. doi:10.5194/tc-11-1-2017 .
- Zuidhoff, Frieda S; Kolstrup, Else (2000). „Changes in palsa distribution in relation to climate change in Laivadalen, northern Sweden, especially 1960-1997”. Permafrost and Periglacial Processes. 11 (1): 55—69. ISSN 1045-6740. doi:10.1002/(sici)1099-1530(200001/03)11:1<55::aid-ppp338>3.0.co;2-t.

## Spoljašnje veze
- „Peatlands”. Архивирано из оригинала 1. 10. 2010. г. Приступљено 31. 3. 2019. (very informative page about bogs in Ireland, English)
- „Wassjugan-Moor” (PDF). Архивирано из оригинала 18. 4. 2013. г. Приступљено 31. 3. 2019. (pdf; 35 kB)